# Idioma tamahaq
El tamahaq es la única variedad conocida de las lenguas tuareg septeptrionales, que se habla en torno al macizo Ahaggar de Argelia, el oeste de Libia y el norte de Níger. No se diferencia demasiado de las variedades meridionales de las montañas de Air, Azawagh y Adagh, solo en algunas sustituciones fonéticas como "tamahaq" en vez de "tamajaq" o "tamasheq".

## Dialectos
Hay tres dialectos conocidos del tamahaq:
- Tahaggart, hablado alrededor del  Macizo de Ahaggar en el sur de Argelia por la confederación Kel Ahaggar.
- Ajjer,  hablado por la confederación Kel Ajjer.
- Ghat, hablado en torno a Djanet en el sureste de Argelia y en Ghat (Libia).